# لاري سكينر
لاري سكينر هو لاعب هوكي الجليد كندي، ولد في 21 أبريل 1956 في فانكوفر في كندا.

## وصلات خارجية
- لاري سكينر على موقع دوري الهوكي الوطني (الإنجليزية)
- لاري سكينر على موقع قاعة مشاهير الهوكي (لاعب أن.إتش.أل) (الإنجليزية)
- لاري سكينر على موقع EliteProspects.com (الإنجليزية)
- لاري سكينر على موقع HockeyDB.com (الإنجليزية)
- لاري سكينر على موقع Hockey-Reference.com (الإنجليزية)